# 受験の神様
『受験の神様』（じゅけんのかみさま）は、日本テレビ系列で2007年7月14日から同年9月22日に放送された、父子家庭と中学受験をテーマとした土曜ドラマ。主演は山口達也。初回は20分拡大して22:14まで放送された。全10話。
父子家庭で受験生を抱える主人公・大山勇は「温かなキャラクターが主人公にぴったり」と企画段階から山口をイメージして作られた。

## あらすじ
主人公の梅沢勇は5年前に妻と離婚し、子供の広と2人で暮らしている商社マン。勇は体育会系で進学も受験もラグビー推薦だったため、受験とは縁がなかった。そんな勇は、小学6年生になった広から「中学受験したい」と告げられ、『受験の神様』と言われる中学3年生の天才家庭教師「菅原道子」に家庭教師を依頼する。
自分の名前だけ書きとりさせたり、リビングを勉強部屋とするよう変更を指示したり、徹夜で勉強させたり…と一見突飛な学習をさせる道子。そんなやり方に、勇は反発を覚えながらも、次第に道子を理解していこうとする。

## 登場人物
梅沢 勇〈35〉
演 - 山口達也
広の父で信子の次男。現在はアパートで息子と二人暮らし。仕事一筋だったため妻に離婚されたが今は仕事と家事と広との受験勉強を両立。ラグビー推薦で進学、就職した根っからの体育会系で、スポーツ推薦で試験をパスしているせいか「受験」というものに疎く物覚えはあまりよくないがスポーツ推薦であるもののそこそこの有名私大、一流企業のため、学歴コンプレックスはない。人思いで空気を読んで事情を把握する思慮深さを持ち、元気付けるための方法を一生懸命考える。どの子にも公平に接し、その姿勢が道子の心を開く。広の受験を奨励するものの、「受験勉強が忙しいから学校の行事を全て欠席する」行為は許していない。不器用ながらに息子の広や仲間である恵美や義嗣を励まそうと奮闘し、寄付金で入学できる野球の強豪校に広を入れるべく工事のバイトを始める、應林志望なものの決意が定まらない恵美を應林の文化祭に連れて行く、スパルタ教育に追い詰められる義嗣を父親との思い出の場所に連れて行く、退学処分になりそうな道子のために理事長へ直談判に行くなど体育会系であるだけに礼儀正しい。
菅原 道子〈14〉
演 - 成海璃子
広の家庭教師で、女子校御三家と呼ばれるうちのひとつである私立應林中学校の特待生。中学受験で難関17校全てにトップ合格しているため特待生扱いとして授業および学校行事への不参加を黙認されている。中学生ながら東京大学の入試問題を解くほどの天才児で、当然のことながら應林中学校では常にトップであり、定期試験も満点を維持している。感情表現があまりなく、ほぼ無表情で周囲に心を閉ざしている。中学受験対策の家庭教師をしているが、生徒たちに冷徹な態度を示すため、勇たちから「ロボット女」と呼ばれた。生徒用のテスト用紙などが入った手提げ袋を常に持っている。指導は、親からすれば一見無茶苦茶なことをしているように思えるが、その効果は模擬試験あるいは試験本番の時に大いに発揮される。学力が自分に劣っているという理由で受験生だった兄を見放し、自殺未遂にまで追い込んだ両親を心底憎んでいる。一人暮らしで、食事はいつも立ち食いそばである。植物人間となってしまった兄を自分の手で治療するため、中学校を卒業し、世界最高峰の医学を学ぶためにハーバード大学への進学を目論んでいた。しかし、最後は本当に大切なことを知り、高等部へ進学。
梅沢 広〈11〉
演 - 長島弘宜
勇の一人息子。友達を大切にする優しい性格で、勇に似てスポーツ万能だが勉強が苦手な野球少年。6年生の春、早田中学に憧れ、受験勉強を始める。常に人を励まそうとするが、不器用で上手くいかない。物覚えが悪い。最後は補欠で早田に合格。無理難題を吹っ掛けたり、友達を踏み台にしようとする道子に難色を示すが、道子の教えが模試や入試に生かされてることや、祖父の葬式で涙を見せたことから次第に理解を示すようになる。
人間関係においては義嗣や恵美といった、受験仲間の友達に恵まれ、合宿で知り合った亜紀とは良い雰囲気になる。その一方で父の上司の息子である愛嵐や、亜紀の友達としてのプライドから亜紀との関係を良く思わない涼子との関係はうまくいかなかった。
梅沢 信子〈65〉
演 - 八千草薫
勇の母親で広の祖母。長男夫婦（勇の兄と義姉）と静岡県で暮らしているが、度々上京してくる、のんびりした心の持ち主。人の心を素早く察知することが出来る（恵美が本当は應林中学校に行きたいと思っていたことも察知した）。若手の韓流スター・演歌歌手・大衆演劇役者（リュ・シウォン・氷川きよし・早乙女太一など）に傾倒しており、コンサートや舞台がある度によく上京する。上京する時はお土産（主に食べ物）を持ってくる。料理が得意。変わり者の道子にも動じず温かく接する。
手塚 恵美〈11〉
演 - 小薗江愛理
広と同じ小学校の同級生。居酒屋・笑福の１人娘。4年生から塾通いだったがさぼってばかりで、学校のテストの成績さえ悪かった。その上、授業中に携帯を操作しているなど授業態度もあまりよくなかった。すぐには志望校が決まらず、私立に入れればどこでもいいと思っていた（應林中学校に憧れてはいた）が、秋の應林中学校の文化祭で模擬店の手伝いをしたことを期に、應林中学校への進学の意思を明確にする。将来は経営学部に進学し笑福をフランチャイズする夢をもつ。さばさばした性格で、言いたいことをはっきり言うが、模試の結果や合格発表を最初に見られない等繊細な面もある。最初は広と敵対していたが、和解して今は友達。塾を辞め、義嗣と同じく広と一緒に道子の授業を受ける。
合格発表の結果は、應林中学校に合格。野田涼子も同じ中学校に合格するが、彼女とは折り合いが悪い模様。
手塚 由美〈35〉
演 - 須藤理彩
恵美の母親であり、晋作の妻。勇の幼なじみの元ヤンキー。学生時代は「カミソリの由美」と呼ばれていた。夫とともに居酒屋・笑福を経営。過去の反動から娘に対しては教育熱心。さばさばした性格で恵美同様言いたいことをはっきり言う。初めは道子の授業に批判的だったが3人が合宿を通して友情を深めたことから理解を示す。
手塚 晋作〈35〉
演 - 大倉孝二
恵美の父親であり、由美の夫。学生時代は妻の使いっ走りだった。現在でも子育て等の主導権は妻に握られっぱなし。人が良く、道子の不可解な言動で怒りを爆発させる父兄達の間を取り持つ。楽観的で恵美に漫画を差し入れたりしていた。
西園寺 義嗣〈11〉
演 - 森本龍太郎（ジャニーズJr.）
広と同じ小学校の同級生。公嗣と文江の長男。西園寺内科の跡取り息子。成績はクラストップだが、スランプに陥り、文江のスパルタ教育に精神的に追い詰められていった。算数が得意だが、パターンや公式を暗記すればいいと考えていた。公嗣が私立中学に入学し医者になったことから言われるがままに開宣中学校を目指していたが、後に自分の意志で医者になりたいという夢を持ち、開宣中学校と医学部への進学を希望するようになる。塾を辞め、恵美と同じく広と一緒に道子の授業を受ける。
合格発表の結果は、愛嵐と同じく開宣中学校に合格。
西園寺 公嗣〈35〉
演 - 森崎博之
勇の幼馴染。現在は内科医で西園寺内科を開業。文江の夫であり、義嗣と忠嗣の父親。子供の頃は勇の子分扱いだったが、父親の跡を継ぐために一念発起して私立中学に入り医者になった。基本的に人が良くおおらかだが、息子たちの教育には厳しい。二人の息子にも医者になってほしいと考えており、義嗣には自分の跡を継いで欲しいと考えている。酔うといつものクールな性格が一変し、「ビンを振るとビンフルエンザ」等寒い親父ギャグを飛ばす。最初は道子の授業に批判的だったが、エコツアーの開催に理解を示す等、父兄の中では道子の授業に理解がある。
西園寺 文江〈39〉
演 - 宮地雅子
公嗣の年上の妻で、義嗣と忠嗣の母親。ヒステリー気味で、息子たちの教育においては夫以上に厳しく、体罰もいとわないが忠嗣には多少甘い。義嗣が塾を辞め、広と恵美と3人で勉強することには当初批判的であったが、道子の授業を通して義嗣がパターンの暗記だけでなく思考力で解く楽しさを見いだし、この人に教えてほしいと懇願したことから理解を示す。いつも手の込んだ手料理を作っている。
西園寺 忠嗣〈9〉
演 - 森本慎太郎（ジャニーズJr.）
義嗣の弟。義嗣に憧れて小学校4年生であるが塾に通い始めた。成績優秀。優しくて兄思いの性格で、スランプに悩む兄を気に掛ける。
天木 茂雄〈50〉
演 - 西村雅彦
勇の上司・部長。自分は苦労して受験勉強をしてきたため、ラグビーで東外物産に入った勇をあまりよく思っておらず、事あるごとに勇に広の受験について冷やかした発言をするが、同じ受験生の息子を持つ身として広の受験をも気に掛けているようである。彼の棘のあるような何気ない言葉が勇の受験勉強の手助けの有益なヒントとなっている。妻の実家は資産家。息子・愛嵐も私立中学を受験するため、受験の神様の噂を聞きつけて道子に息子・愛嵐の家庭教師を依頼をするものの、断られている。美しい女性が好きで由美に気があるが、当の由美からは気持ち悪がられている。
天木 愛嵐〈12〉
演 - 泉澤祐希
茂雄の息子。私立中学を受験する。プライドが高く、気に入らない相手を容赦なく見下す傾向が強いが、学力は非常に高い。父の会社の部下でしかない勇を使用人と呼んでおり、勇の息子である同年代の広に対しても格下に扱う態度を取るため、折り合いは良くない。塾にいつもフレンチのフルコース弁当を持ってくることから、「フレンチ王子」と呼ばれている。
合格発表の結果は、義嗣と同じく開宣中学校に合格。何かにつけて義嗣をこけ落とそうとしたが、開宣中学校に入学してからは友達そしてよきライバルとなったようである。
松岡 浩介
演 - 海東健
広・義嗣・恵美のクラス担任。野球部の顧問でもあった。夏休みの宿題や運動会の練習への参加を渋る受験組に困っている。
山本 真一
演 - 黒田勇樹
勇の会社での部下。
西田 真理
演 - 小川奈那
勇の会社での部下。
和田 沙織
演 - 石橋杏奈
應林中学校に通う、道子の同級生。道子の兄が入院している総合病院の院長の娘。應林中学校の文化祭で勇たちと知り合った。誰に対しても優しく、学校行事に参加しない道子に何かと気を使っている。道子が退学処分になりそうになったときに勇にそれを伝えたのも彼女だった。
中尾 和樹
演 - 荒井健太郎
広と同じ小学校に通う同級生。広と一緒に野球をやっていたが、野球の強い早田中学校へ行きたいため塾に通い始めた。
合格発表の結果は、早田中学校に合格。
磯部 豊
演 - 前田吟
勇が他の部署と共同で取引に当たった回転寿司チェーン会社の社長。勇の小学校の先輩でもある。
吉田
演 - 佐藤二朗
東外物産の課長。勇とは部署が異なる。
中野先生
演 - 鈴木美恵
應林中学校の教員。道子を気にかけており、勇が高島に道子の退学処分の取り消しを直談判しに行った際も、共に理事長室へ同行した。
篠田先生
演 - 川渕良和
應林中学校の教員。道子の担任。
梅沢 幸之助
演 - 長門裕之
勇の父親。長男夫婦と静岡県で暮らしていた。12月に自宅で急死し、死の間際に幽霊となり広の夢の中に出てきた。定年まで教職に就いていた。「人生死ぬまで勉強」をモットーとし、定年後も密かにスペイン語を勉強していた。
高島 薫
演 - 手塚理美
應林中学校の新理事長。厳格で授業に出席しない道子を問題児扱いし、退学処分を下そうとした。

### その他
福本 亜紀
演 - 福地亜紗美
道子が主催した夏の合宿で広と知り合った少女。広と仲良くなり、彼のことを「ヒロリン」と呼ぶ。應林中学校の文化祭、四国総合中学校のお試し受験、早田中学校の入試でそれぞれ広と会っていた。しっかり者の性格でハキハキしている。
合格発表の結果は、早田中学校に合格。
野田 涼子
演 - 野村涼乃
亜紀と一緒に道子の授業を受けている少女で、道子が主催した夏の合宿に亜紀らとともに参加した。親友である亜紀の事を大事に思う一方で彼女に対する執着が強く、他の相手を見下す所がある。広をナンパ男と決め付けて激しく敵視するのみならず、亜紀が広に話しかけることすら良く思っていない。以後も合宿では広たちを起こす振りをして置き去りにする・張り紙を破く・目印の赤い紐を捨てるなど、度々嫌がらせを行い最後まで分かり合おうとしなかった。恵美とも相性が悪く、應林中学校の入試で再会した際もいがみあっていたが、結局はその恵美と同じく應林中学校に合格する事になった。

## その他
- 西園寺家の兄弟役を演じている森本龍太郎と森本慎太郎は実の兄弟である。
- 第4話には、後に声優となる小倉唯が出演している。
- 第7話には、後に声優となる上坂すみれと、現NHKアナウンサーの保里小百合が出演している。
- 山口達也と大倉孝二は2004年に放送された同局のドラマ『光とともに… -自閉症児を抱えて-』でも共演している。

## スタッフ
- 制作著作：日本テレビ
- 製作協力：日テレアックスオン
- プロデューサー：西憲彦（日テレ）・鈴木聡（ケイファクトリー）・渡邉浩仁（AX-ON）
- 脚本：福間正浩
- 音楽：池頼広
- 主題歌：TOKIO「本日、未熟者」(ユニバーサルミュージック)[3]
- 演出：岩本仁志（日テレ）・大谷太郎（日テレ）・本間美由紀

## 作品タイトル
| 各話                                                      | 放送日        | ラテ欄サブタイトル                                      | サブタイトル     | 視聴率 |
| --------------------------------------------------------- | ------------- | ------------------------------------------------------- | ---------------- | ------ |
| 第1話                                                     | 2007年7月14日 | 目指せ名門中! 熱血父子VS冷酷女家庭教師300日バトル勃発!! | 旅人算           | 14.7%  |
| 第2話                                                     | 2007年7月21日 | 授業開始! 涙の徹夜漢字猛特訓!! 父走る                   | 漢字の書き取り   | 9.3%   |
| 第3話                                                     | 2007年7月28日 | 二人の受験戦士合流格差授業で大ゲンカ                    | 三権分立         | 7.1%   |
| 第4話                                                     | 2007年8月4日  | 真夏の夜の大冒険! 星に誓う友情と初恋                    | 夏の大三角       | 7.8%   |
| 第5話                                                     | 2007年8月11日 | ボクは先生に教えてほしいんだ!                           | フィボナッチ数列 | 6.2%   |
| 第6話                                                     | 2007年8月25日 | 踊る大運動会! 父と息子の暗記バトル!!                    | 消化のしくみ     | 8.3%   |
| 第7話                                                     | 2007年9月1日  | なんてったって学園祭!艶姿ヤキソバ娘                     | マーケティング   | 7.6%   |
| 第8話                                                     | 2007年9月8日  | 先生とボクが泣いたお葬式の小さな奇跡                    | 物語と心情変化   | 11.5%  |
| 第9話                                                     | 2007年9月15日 | 最後の授業…人は何のために学ぶのか?                      | 対義語           | 11.7%  |
| 最終話                                                    | 2007年9月22日 | 運命の合格発表! 衝撃と感動のラストへ                    | 旅人算の答え     | 10.3%  |
| 平均視聴率 9.6%（視聴率は関東地区・ビデオリサーチ社調べ） |               |                                                         |                  |        |

- 2007年8月18日は『24時間テレビ 愛は地球を救う』が放送されたため、休止した。